# Venecia, Antioquia
Venecia este un municipiu din departamentul Antioquia, Columbia.